# サム・ベネット (シンガーソングライター)
サム・ベネット（Samm Bennett、1957年5月25日 -）は、アメリカ合衆国・アラバマ州バーミングハム出身のシンガーソングライター、マルチ奏者である。
1980年代中頃よりエレクトロニック・パーカッションによるインプロヴィゼーション・ミュージックで活躍していたニューヨークから、1996年に東京へ移住。幅広い分野にわたり、様々な実験的プロジェクトを手がけている。サンプラーを使用する音楽家としては先駆的な存在であり、アコースティックとエレクトロニックな要素の融合を自然にこなし、どちらにも傾倒しない彼の哲学は高く評価されている。
ソロ活動の他にも巻上公一、ソウル・フラワー・ユニオン、芳垣安洋、菊地成孔など数多くの音楽家とのセッション・ワーク、いとうはるなとのエレクトロニカ・ユニットのSkistなど、その活動の幅と音楽性を常に拡張し続けている。

## ディスコグラフィ

### ソロおよびリーダー・アルバム
- Metafunctional (1984年)
- 『ライフ・オブ・クライム』 - Life Of Crime (1991年) ※Samm Bennett And Chunk名義
- 『ザ・ビッグ・オフ』 - The Big Off (1993年)
- History Of The Last Five Minutes (1995年) ※Samm Bennett's History Of The Last Five Minutes名義
- 『Secrets Of Teaching Yourself Music』 - Secrets Of Teaching Yourself Music (2004年)
- 『Roomful of Ghosts』 - Roomful of Ghosts (2009年)

### サード・パーソン
- 『トリック・ムーン』 - Trick Moon (1990年) ※Featuring 梅津和時
- 『ベンズ』 - Bends (1991年)
- Lucky Water (1995年)

### Skist
- 『Ellipsis』 - Ellipsis (2002年)
- 『Taking Something Somewhere』 - Taking Something Somewhere (2006年)

### 連名アルバム
- Takashi Kazamaki、Samm Bennett、Zeena Parkins: 143 Ludlow St. NYC (1988年)
- Under Cover Collection Band (Burkhard Stangl、Max Nagl、Tom Cora、Samm Bennett、Thomas Chapin): Hör-Fest - Steierischer Herbst '94: Under Cover Creative Music Seminar (1995年)
- Kalle Laar & Takashi Kazamaki With Samm Bennett & Kazutoki Umezu: Moving (1996年)
- R.U.B. (Ned Rothenberg、Kazuhisa Uchihashi、Samm Bennett): Are You Be (2002年)
- Samm Bennett、Alfred 23 Harth、Carl Stone、Kazuhisa Uchihashi: The Expats (2013年)